# Воеводин, Андрей Фёдорович
Андрей Фёдорович Воеводин (20 июля 1982, Пенза) — российский фотограф, автор серии книг по фотографии и Photoshop, до 2013 года главный редактор журнала «Фото Эволюция». Более 10 лет работает в области профессиональной фотографии, из них последние 5 лет — в портретной фотографии и креативного дизайна. Член Союза фотохудожников России, Европейской ассоциации профессиональных фотографов.

## Биография
Родился в 1982 г. в Пензе. Во второй половине 90-х — участник школьной фотостудии «Фото Старт». В 2001-04 гг. — фотокорреспондент областной пензенской молодёжной газеты «Студенческий формат». В 2004 г. впервые участвует в фотовыставке «Другая Россия» в Центре театрального искусства «Дом Мейерхольда». В 2007 г. организует персональную выставку своих работ «Город» в Арт клубе «IGUANA». В 2008 г. проходит вторая персональная выставка «Город 2» в Литературном музее Пензы.
В 2008 г. по приглашению журнала «Фото Эволюция» переезжает в Москву. В журнале ведёт рубрики, посвященные портретной фотографии и цифровой обработке изображений. В 2008 г. выходит его первое книжное издание «Фотография и Photoshop». Всего в 2008-13 гг. вышло 7 полноцветных изданий, объёмом от 58 до 238 страниц. В 2010 г. становится главным редактором журнала «Фото Эволюция». За время работы главным редактором организовал 2 персональных фотовыставки «Наше время» и «Фотография и Я» в Центральном выставочном зале «Манеж». После закрытия журнала в 2013 г. продолжил заниматься профессиональной фотографией и в 2014 г. участвовал в выставке «Antikmassan» в Stockholmsmassan, Стокгольм, Швеция.

## Персональные выставки
- 2007 — «Город». Арт клуб «IGUANA», Пенза
- 2008 — «Город 2». Литературный музей, Пенза[2]
- 2011 — «Наше время». Центральный выставочный зал «Манеж», Москва
- 2012 — «Фотография и Я». Центральный выставочный зал «Манеж», Москва[3]

## Групповые выставки
- 2004 — «Другая Россия». Центр театрального искусства «Дом Мейерхольда», Пенза[1]
- 2006 — «Портретная и свадебная фотография». Картинная галерея имени Савицкого, Пенза[5]
- 2007 — «Город». Пензенский Краеведческий Государственный музей, Пенза[6]
- 2008 — «Дом». Музейно-выставочный центр Дома народного творчества, Пенза[7]
- 2010 — «Мода и Стиль». Центральный выставочный зал «Манеж», Москва[3]
- 2012 — «16 Международная художественная ярмарка». Арт центр ЦДХ, Москва[8]
- 2014 — «Antikmassan». Stockholmsmassan, Стокгольм, Швеция[4]